# Squalonchocotyle squali
Squalonchocotyle squali är en plattmaskart som först beskrevs av MacCallum 1931.  Squalonchocotyle squali ingår i släktet Squalonchocotyle, och familjen Hexabothriidae. Arten är reproducerande i Sverige.